# Ordre militaire de Virtuti Militari
 (avril 2013).
Si vous disposez d'ouvrages ou d'articles de référence ou si vous connaissez des sites web de qualité traitant du thème abordé ici, merci de compléter l'article en donnant les références utiles à sa vérifiabilité et en les liant à la section « Notes et références ».
L'ordre Virtuti Militari (« Pour le courage militaire ») est la plus haute distinction militaire polonaise, récompensant la bravoure face à l'ennemi.
Créé en 1792, il est considéré comme la plus ancienne distinction militaire encore existante. Des décorations étrangères telles la croix de Victoria britannique et la Medal of Honor américaine peuvent être considérées comme équivalentes.

## Historique

### Création
Il a été fondé le 22 juin 1792 par le roi de Pologne Stanislas Auguste Poniatowski, après la victoire de la bataille de Zieleńce, lors de la guerre russo-polonaise de 1792.
Trois ans plus tard, l'État polonais, officiellement la république des Deux Nations, disparaît lors du troisième partage de la Pologne entre la Russie, la Prusse et l'Autriche. Ces trois puissances suppriment la décoration et en interdisent le port.

### Le duché de Varsovie
L'ordre est rétabli de 1807 à 1815 dans le cadre du duché de Varsovie, État sous protection française, sous le nom de Ordre militaire du Duché de Varsovie (Order Wojskowy Księstwa Warszawskiego), mais les Polonais utilisent couramment l'ancien nom.
2 569 personnes ont reçu cette décoration, notamment Jean-Henri Dombrowski et Józef Chłopicki, ainsi que Joanna Żubr (ca 1770-1852), première femme récipiendaire en 1809, engagée (ainsi que son mari) dans l'armée du duché, en cachant être une femme, par la suite promue au grade de sergent.

### Le royaume de Pologne issu du congrès de Vienne
En 1815, le duché est attribué par le congrès de Vienne au tsar Alexandre, sous le nom de royaume de Pologne ; l'ordre est renommé Ordre militaire polonais.

### La Pologne de l'insurrection de 1830-1831
L'insurrection déclenchée le 29 novembre 1830 aboutit à la mise en place d'un gouvernement insurrectionnel ; en janvier 1831, la Diète déchoit du trône de Pologne le tsar Nicolas Ier et le gouvernement prend le nom de Gouvernement national. L'armée du royaume de Pologne devient l'armée de ce nouvel État, qui est immédiatement attaqué par les forces russes ; l'insurrection prend fin en septembre avec la prise de Varsovie par Ivan Paskevitch.
Durant ce qui a été une véritable guerre russo-polonaise, 1963 combattants ont reçu la distinction Virtuti Militari, dont deux femmes : Bronisława Czarnowska et Joséphine Kluczycka, aide-chirurgien au 10e régiment de ligne polonais, présente sur douze champs de bataille et ayant reçu deux blessures. Le fils de Napoléon et de Marie Walewska, Alexandre Walewski, engagé dans l'armée polonaise insurgée, a aussi été décoré de l'ordre Virtuti Militari.
Le 31 décembre 1831 les ordres polonais de l’Aigle blanc et de Saint-Stanislas sont incorporés aux ordres de l’empire russe. L’ordre Virtuti Militari disparaît et est remplacé par une « distinction polonaise pour la valeur militaire » (польский знак отличия за военное достоинство) en reprenant l’apparence et décerné aux militaires russes ayant combattu l'insurrection.

### AuXXesiècle
L'ordre Virtuti Militari est rétabli le 1er août 1919 sous le nom d' « ordre militaire Virtuti Militari » (Order Wojskowy Virtuti Militari).
Des milliers de soldats et de dirigeants polonais et étrangers, plusieurs villes et un bateau reçurent l'ordre Virtuti Militari, pour la bravoure ou la conduite exceptionnelle en période de guerre. Il n'y a pas encore eu de récompense depuis 1989.

## Structure

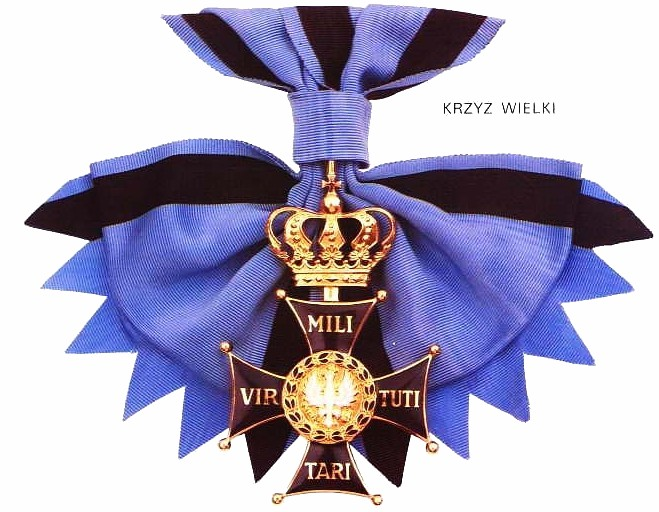
Ruban et croix de Grand Croix.

L'ordre comprend cinq classes :
1. Grand-croix
2. Commandeur
3. Chevalier
4. Croix d'or
5. Croix d'argent

## Personnes décorées
- Hersz Berliński (1908-1944), participant au soulèvement du ghetto de Varsovie et à l'insurrection de Varsovie.
- Ivan Colmant (1892 - 1976), chevalier, docteur en médecine, grande figure de la résistance belge.
- Marius Daille (1878-1978), général français.
- Jean Desbordes (1906-1944), croix d'or à titre posthume, écrivain, responsable du Réseau Marine F2.
- Jan Dobraczyński (1910-1994), écrivain, journaliste.
- Charles de Gaulle (1890-1970), pour sa participation au front lors de la guerre soviéto-polonaise en 1920
- Wacław Lipiński (1896-1949), lieutenant-colonel de l’armée polonaise
- Jan Maksymilian Fredro (1784-1845), colonel du 1er empire et général de l'armée polonaise du royaume du Congrès.
- Gola Mire (1911-1943), résistante juive polonaise.
- Andrzej Niegolewski (1787-1857), croix d'or, Officier du 1er empire et colonel de l’armée polonaise
- Wanda Gertz (1896-1958), croix d'argent, major dans l'armée polonaise lors de la Seconde Guerre mondiale.
- Joséphine Rostkowska (1784-1896), croix d'argent, aide-chirurgien dans l’Armée polonaise.
- Michał Rozenfeld (1916-1943), résistant juif polonais, combattant dans l’insurrection du ghetto de Varsovie.
- Jean Vidalon (1859-1869), général français.
- Alexandre Walewski (1810-1868), homme politique polonais et français.
- Maxime Weygand (1867-1965), général français